# Chuck Hedges
Charles 'Chuck' Hedges (Chicago, 21 juli 1932 - 24 juni 2010) was een Amerikaanse klarinettist in de mainstream jazz.

## Biografie
Hedges speelde in de vroege jaren vijftig met George Brunis, Danny Alvin en Muggsy Spanier (in Chicago). Vanaf het einde van dat decennium speelde hij met Dave Remingtons Wagon Wheel Jazz Band, waarmee hij in 1959 opnam. In de jaren zestig en zeventig werkte hij met onder anderen Dick Ruedebusch, Rick 'Cougar' Nelson, de New Chicago Rhythm Kings, Bob Hirsch, Tom Saunders, Sid Dawson en Barrett Deems. In de jaren tachtig toerde hij met Wild Bill Davison in Europa, later speelde hij onder meer met Johnny Varro, Rick Fay, Dan Barrett en Jeanie Lambe. Tevens had hij eigen groepen, zoals Swingtet en de Milwaukee Connection, waarmee hij meerdere albums voor de labels Arbors en Delmark Records maakte. Met Allan Vaché nam hij de plaat Clarinet Climax op. In de jazz was hij tussen 1959 en 2007 betrokken bij 50 plaatopnames. Hedges leefde in zijn latere jaren in Milwaukee.

## Discografie (selectie)
- Bob Hirsch, Tommy Saunders, Chuck Hedges, Sid Dawson, Chuck Anderson, Steve Thede: Bob Hirsch and His Jazz All-Stars at briarcombe: A Jazz Picnic (1976)
- Chuck Hedges, Johnny Varro, Ray Leatherwood, Gene Estes: The Square Roots of Jazz 1984)
- No Greater Love (Arbors, 1992), met Eddie Higgins, Bob Haggart, Gene Estes
- Live at Andy's (Delmark, 1993), met Duane Thamm, John Bany, Dave Baney, Charles Braugham
- Chuck Hedges en Allan Vaché: Clarinet Climax (Jazzology Records, 1998), met Howard Elkins, Jack Wyatt, Jim Vaughn, John Sheridan
- Just Jammin': Chuck Hedges and the Milwaukee Connection (Arbors, 2001), met Henry 'Bucky' Buckwalter, Gary Meisner, Dave Sullivan, Mike Britz, Andy LoDuca
- Chuck Hedges en Duane Thamm: Tribute to Hamp (Delmakr, 2002), met Frank Dawson, John Bany, Charlie Braugham

## Weblinks
- (en)  Chuck Hedges in de database van AllMusic
- (en)  Chuck Hedges op Discogs

- Library of Congress Control Number: nr98016563
- MusicBrainz: d35a93eb-4699-4f74-9775-0f482da203dc
- Virtual International Authority File: 4842425
- WorldCat: E39PBJyxhBBcGkpPXd6wRjQKBP